# Xã Wachter, Quận McPherson, Nam Dakota
Xã Wachter (tiếng Anh: Wachter Township) là một xã thuộc quận McPherson, tiểu bang Nam Dakota, Hoa Kỳ. Năm 2010, dân số của xã này là 30 người.